# 天主教巴拉教区
天主教巴拉教區（拉丁語：Dioecesis Barrensis），是巴西一個天主教教區，位於巴伊亞州西北部。屬費拉迪聖安娜總教區。
教區成立於1913年10月20日。2012年有教友292,000人，佔總人口90.0%。有十一個堂區、司鐸十七人。現任教區主教為類思·弗拉維奧·卡皮奧。